# Kowlī-ye Bāyandor
Kowlī-ye Bāyandor (persiska: كولی بايندر) är en ort i Iran.   Den ligger i provinsen Golestan, i den norra delen av landet, 400 km nordost om huvudstaden Teheran. Kowlī-ye Bāyandor ligger 200 meter över havet och antalet invånare är 623.
Terrängen runt Kowlī-ye Bāyandor är platt åt nordväst, men åt sydost är den kuperad. Runt Kowlī-ye Bāyandor är det ganska glesbefolkat, med 48 invånare per kvadratkilometer. Närmaste större samhälle är Kalāleh, 16,4 km söder om Kowlī-ye Bāyandor. Trakten runt Kowlī-ye Bāyandor består till största delen av jordbruksmark.